# Andrena distans
Andrena distans är en biart som beskrevs av Léon Abel Provancher 1888. Den ingår i släktet sandbin och familjen grävbin. Inga underarter finns listade i Catalogue of Life.

## Beskrivning
Ett bi med svart grundfärg. Behåringen är vit på huvud, mellankropp och bakkropp; på den senare är den mycket tunn. på tergiterna (ovansidans bakkroppssegment) 2 till 4 har den smala band av tätare, vitaktiga hår längs hela eller delar av framkanterna. Hos honan finns dessutom ett liknande, brunockrafärgad band längs framkanten, samt en tunn samling upprättstående, vitaktiga hår på baklåren som formar en pollenkorg, ett hjälpmedel för att samla pollen som används som föda åt larverna. Kroppslängden är omkring 8 mm hos båda könen.

## Ekologi
Släktets medlemmar är solitära bin som bygger underjordiska larvbon. Även om de inte är samhällsbyggande, kan flera honor placera sina bon i närheten av varandra. Denna art är oligolektisk, den är en födospecialist som är specialiserad på familjen näveväxter, inte minst Geranium maculatum. Aktivitetsperioden varar från maj till juni.

## Utbredning
Arten förekommer mycket sällsynt i östra USA från New England till Minnesota i väster och North Carolina i söder.